# Wissenschaftsjahr 1500
Liste der Wissenschaftsjahre

Wissenschaftsjahr 1500 | 1501 | 1502 | 1503 | 1504 | ► | ►►

Weitere Ereignisse
Dieser Artikel behandelt das Wissenschaftsjahr 1500. 

## Ereignisse

### Naturwissenschaften

#### Astronomie
- 1. – 24. Juni: Johannes Werner verfolgt die Bewegung eines Kometen. Es wird vermutet, dass es sich dabei um C/1861 J1 handelt.
- 5. – 6. November: Nikolaus Kopernikus beobachtet von Rom aus eine Mondfinsternis.

#### Geowissenschaften

##### Geographie / Entdeckungen
- 9. März – 22. April: Auf seiner Expedition mit dreizehn Karavellen nach Indien stößt Pedro Álvares Cabral auf Brasilien, das er im Namen des portugiesischen Königs Manuel I. in Besitz nimmt.[1]
- 10. August: Diogo Dias ist der erste Europäer, der die Insel Madagaskar (die er São Lourenço nennt) erblickt. Er hält sie aber für einen Teil des afrikanischen Festlandes.
- Alonso de Ojeda und Amerigo Vespucci kehren von ihrer Expedition nach Venezuela nach Spanien zurück.[1]

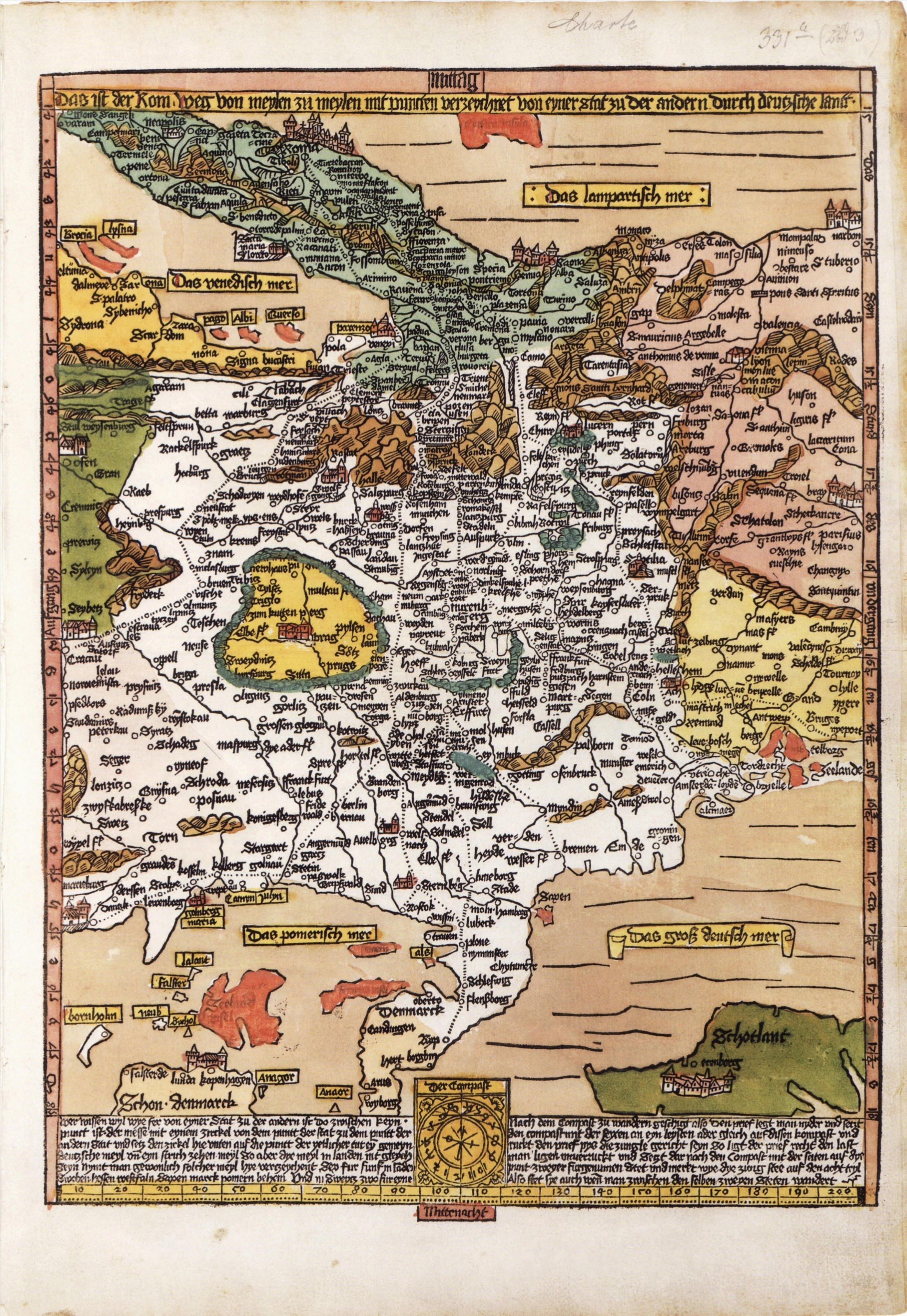
Erhard Etzlaub druckt die Romwegkarte

##### Geologie
- Leonardo da Vinci, der in Kanalbaustellen viele Fossilien findet, vermutet, dass sich Fossilien von Meerestieren deshalb oberhalb des Meeresspiegels finden, weil die Erde Veränderungen erfährt, die dazu führen, dass einst unter Wasser liegende Gebiete freigelegt werden.

##### Kartografie
- Die früheste Straßenkarte Mitteleuropas ist die 1500 anlässlich des heiligen Jahres gedruckte Romwegkarte von Erhard Etzlaub. Die gesüdete Karte mit dem Titel Das ist der Rom-Weg von meylen zu meylen mit puncten verzeichnet von eyner stat zu der andern durch deutzsche landt., hat drei Himmelsrichtungen, die mit Aufgang, Mittag und Undergang beschriftet sind. Der Straßenverlauf ist wiedergegeben und die Entfernungen zwischen den Städten sind durch Punkte im Abstand je einer deutschen Meile (7,4 km) messbar.
- Um 1500 erstellt Juan de la Cosa seine vielbeachtete Weltkarte, auf der man neben den gerade für Europa entdeckten karibischen Inseln die Umrisse des Golfs von Mexiko und eines Teils der südamerikanischen Küste, die er aus Amérigo Vespuccis und Pedro Álvares Cabrals Aufzeichnungen entnommen hat, erkennen kann. Es ist die erste Weltkarte die den amerikanischen Doppelkontinent zeigt.[2] Werner-Projektion der Erde (von 1536)

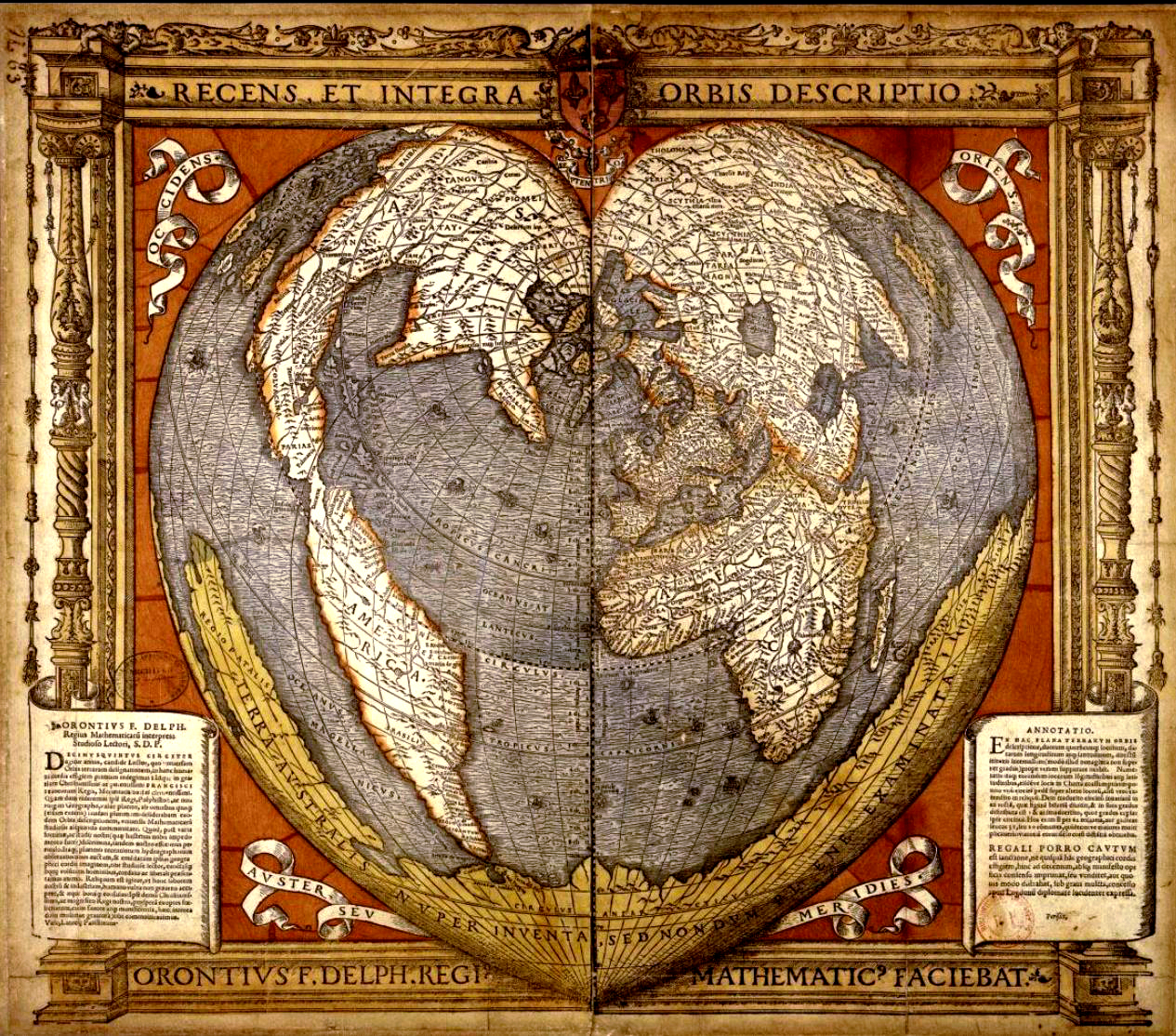
Werner-Projektion der Erde (von 1536)

- Um 1500 erstellt Johannes Stabius die erste flächentreuen Darstellung der Erdkugel, die sogenannte Stab-Wernersche Projektion.

### Ingenieurwissenschaften

#### Bauingenieurwesen
- Die Verteidigung von Pisa demonstriert die Wirksamkeit der Bastion (trace italienne) als Befestigungsanlage.

#### Drucktechnik
- Ottaviano Petrucci druckt in Venedig Musiknoten mit beweglichen Lettern.[1]

#### Waffentechnik
- Leonardo da Vinci zeichnet in seinem Codex Atlanticus eine Muskete mit einer Radschloss-Zündeinrichtung. Es ist die erste bekannte Dokumentation dieser Zündeinrichtung.[3]

### Biowissenschaften

Zeitgenössische Darstellung eines Kaiserschnitts, Holzschnitt von 1506

#### Medizin
- um 1500: Der Thurgauer Schweineschneider Jacob Nufer führt an seiner Frau vermutlich den ersten erfolgreichen Kaiserschnitt durch, den Mutter und Kind überleben.[1]

#### Pharmazie
- Hieronymus Brunschwygks Buch Liber de arte distillandi de simplicibus, bekannt als das „Kleine Buch (der Destillation)“, beschreibt Heilpflanzen und den Bau von Destillierapparaten zu ihrer Verarbeitung.[1][4] 1512 veröffentlicht er sein „Großes Buch“, das sich mit denselben Themen befasst.

### Strukturwissenschaften

#### Kryptologie
- Um 1500 entwirft Johannes Trithemius, der sich über 20 Jahre seines Lebens mit Sprachen und Geheimsprachen bzw. Geheimschriften befasst hat, sein in zwei Fassungen konzipiertes und vom Autor nicht veröffentlichtes kryptologisches Werk Steganographia („verborgene Schrift“). Kopien des Manuskripts sind hundert Jahre lang im Umlauf.

## Geboren

### Geburtsdatum gesichert
- 14. Januar: Bartholomäus Schobinger, Schweizer Kaufmann und Alchemist († 1585)

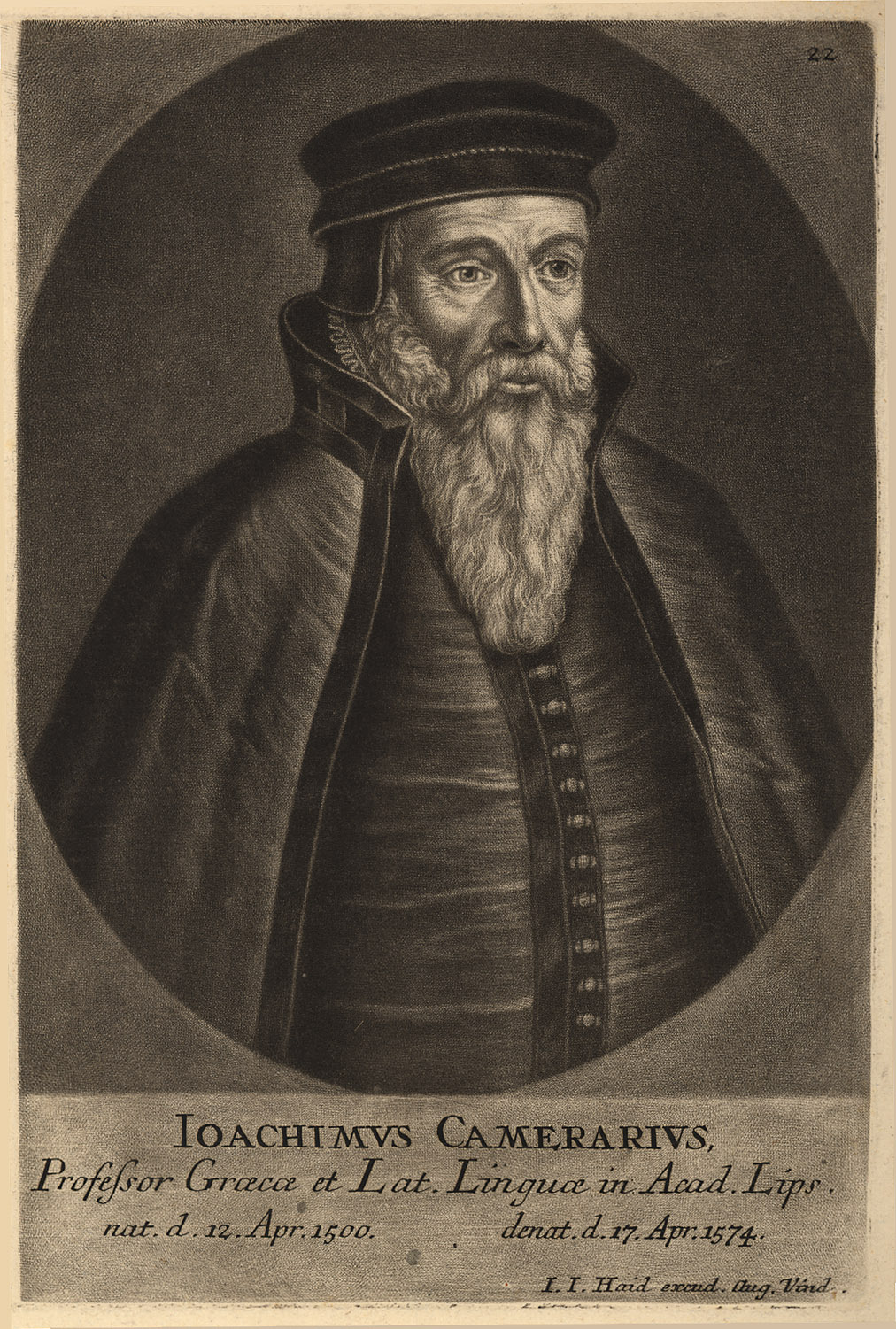
Joachim Camerarius; * 12. April

- 12. April: Joachim Camerarius der Ältere, deutscher Humanist, Universalgelehrter und Dichter († 1574)

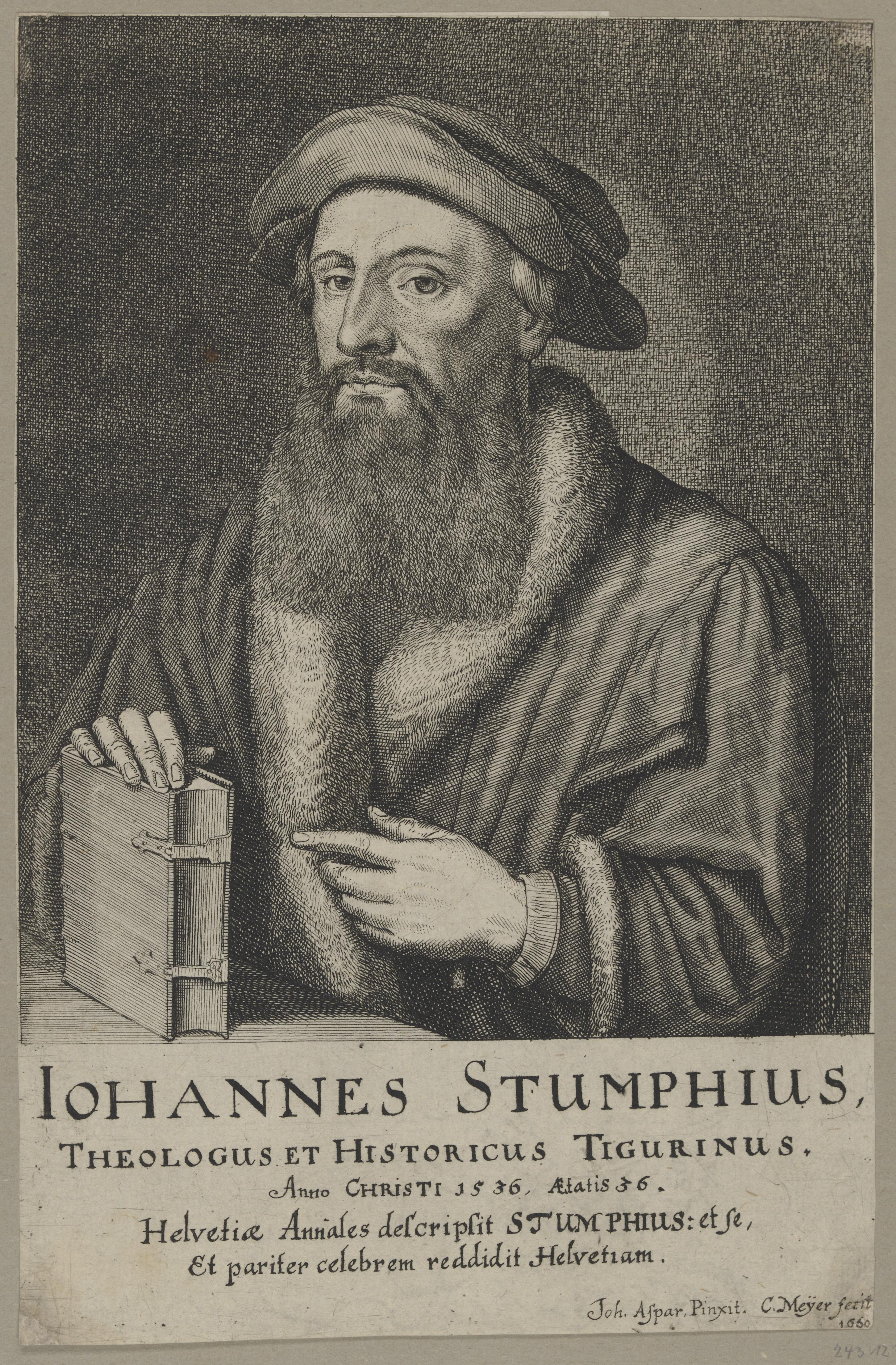
Johannes Stumpf; * 23. April

- 23. April: Alexander Alesius, schottischer Theologe und Reformator († 1565)
- 23. April: Johannes Stumpf, in der Schweiz lebender Theologe, Kartograf, Historiker und Chronist († 1577/78)
- 1. August: Johannes Rivius, deutscher Pädagoge und Theologe († 1553)

### Genaues Geburtsdatum unbekannt
- Bartolomeo Maranta, italienischer Arzt und Botaniker († 1571)

### Geboren um 1500
- Hernando de Alarcón, spanischer Entdecker († um 1541)
- Pierre Desceliers, französischer Kartograf († 1558)
- Ruy López de Villalobos, spanischer Entdecker († 1546)
- Paarangot Jyeshtadevan Namboodiri, südindischer Mathematiker und Astronom († 1610)

## Gestorben
- 28. Mai: Bartolomeu Dias, portugiesischer Seefahrer und Entdecker († um 1450)[1]
- 15. Dezember: Pero Vaz de Caminha, portugiesischer Seefahrer und Schreiber von Pedro Alvares Cabral (* um 1445)